# یواس‌اس نیویورک (ال‌پی‌دی-۲۱)
یواس‌اس نیویورک (ال‌پی‌دی-۲۱) (به انگلیسی: USS New York (LPD-21)) یک کشتی است که طول آن *208.5 m (684 ft) overall,*201.4 m (661 ft) waterline می‌باشد. این کشتی در سال ۲۰۰۷ ساخته شد.